# 989 ستوديوز
989 ستوديوز (بالإنجليزية: 989 Studios)‏ ، هي شركة أمريكية سابقة لإنتاج ونشر الألعاب الفيديو، وهي تابعة لشركة سوني كمبيوتر إنترتينمنت أميركا ، وأنتجت عدداً من أشهر ألعاب الفيديو التي تشمل تويستد ميتال 4 وإيفركويست وجيت موتو 3 وبوست أغروف وسيفون فلتر 2.